# Silvares (Fundão)
Silvares é uma vila portuguesa sede da Freguesia de Silvares do Município do Fundão, freguesia com 20,25 km² de área e 968 habitantes (censo de 2021), tendo, assim, uma densidade populacional de 47,8 hab./km².
A povoação de Silvares foi elevada à categoria de vila no dia 21 de junho de 1995.
Silvares existe desde os primeiros tempos da monarquia portuguesa. Sabe-se desse facto pois o seu nome aparece numa escritura de doação de Lardosa aos Templários, datada de 1226.[carece de fontes?]

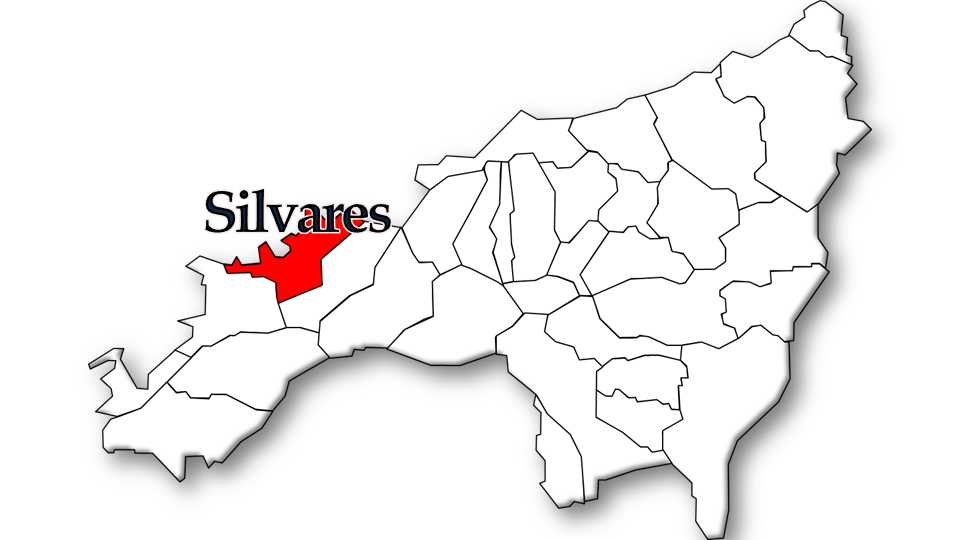
Localização no Município do Fundão

## Demografia
A população registada nos censos foi:
| Distribuição da População por Grupos Etários | Distribuição da População por Grupos Etários | Distribuição da População por Grupos Etários | Distribuição da População por Grupos Etários | Distribuição da População por Grupos Etários |
| -------------------------------------------- | -------------------------------------------- | -------------------------------------------- | -------------------------------------------- | -------------------------------------------- |
| Ano                                          | 0-14 Anos                                    | 15-24 Anos                                   | 25-64 Anos                                   | > 65 Anos                                    |
| 2001                                         | 141                                          | 167                                          | 556                                          | 240                                          |
| 2011                                         | 111                                          | 95                                           | 501                                          | 261                                          |
| 2021                                         | 104                                          | 68                                           | 440                                          | 356                                          |

## Património
- Capelas do Mártir S. Sebastião, do Espírito Santo, de Santa Eufémia, de Santa Luzia, da Senhora de Fátima e de Santo António
- Cruzeiros
- Fontes do Vale e da Preguiça
- Chafariz público
- Pias romanas
- Largos do Senhor dos Passos e de Santo António
- Trecho do rio Zêzere
- Lugar de Cabeço de Pião e lavaria do volfrâmio das minas da Panasqueira

## Colectividades
- Águias de Silvares - Associação de Defesa dos Jogos Tradicionais
- Bombeiros Voluntários do Fundão - 4ª Secção de Silvares
- Rancho Folclórico de Silvares - Beira Baixa
- Grupo Desportivo e Cultural de Silvares
- Grupo de Jovens "Sol Maior"
- Associação de Desportos Motorizados de Silvares "Os Rodinhas"
- Núcleo do Sporting Clube de Portugal de Silvares
- G.A.T.A.S - Grupo de Amigos de Tiro ao Alvo de Silvares
- Sociedade Filarmónica Silvarense
- Centro de Solidariedade Social de Silvares
- Associação de Caçadores e Pescadores de Silvares
- Pinhal Jovem - Associação Juvenil de Silvares
- Centro Comunitário das Lameiras